# Kelford
Kelford is een plaats (town) in de Amerikaanse staat North Carolina, en valt bestuurlijk gezien onder Bertie County.

## Demografie
Bij de volkstelling in 2000 werd het aantal inwoners vastgesteld op 245.
In 2006 is het aantal inwoners door het United States Census Bureau geschat op 232, een daling van 13 (-5,3%).

## Geografie
Volgens het United States Census Bureau beslaat de plaats een oppervlakte van
1,3 km², geheel bestaande uit land. Kelford ligt op ongeveer 29 m boven zeeniveau.

## Plaatsen in de nabije omgeving
De onderstaande figuur toont nabijgelegen plaatsen in een straal van 20 km rond Kelford.